# Efimija Matranga
Efimija Matranga was een Albanese prinses uit het adellijk geslacht Matranga. De dynastie regeerde gedurende de 14e eeuw van de middeleeuwen over gebieden in zuid-Albanië Prinses Efimija was tevens gemalin van de Albanese prins Andrea II Muzaka, de despoot van Albanië van 1340 tot 1372.

## Biografie
Efimija was de dochter van de Albanese edelman Pal Matranga. De Matranga-dynastie was een vazal binnen het Byzantijnse Rijk en later binnen het Koninkrijk Albanië. Pal Matranga was een bondgenoot van koning Filips I van Tarente, die in opstand kwam tegen de Servische heerser Stefan III Milutin. Na het overlijden van Stefan Dušan, koning van het Keizerrijk Servië, regeerden de Matranga's vanaf 1355 over een autonoom vorstendom in zuid-Albanië die erkend werd door Simeon Uroš.
Efimija stapte het huwelijk in met Muzaka-telg Andrea II, de prins van Berat. Andrea II kwam tijdens zijn heerschappij met succes in opstand tegen de Serviërs waarna hij het vorstendom Muzaka op zijn territoriale hoogtepunt bracht. Andrea II werd vanaf 1340 erkend als 'Despoot van Albanië'. Andrea II en Efimija kregen vijf kinderen: Gjin, Teodor II, Stoja, Komnena en Chiranna. Deze trouwden onder meer met leden van de Arianiti en Balsha-dynastie. Zoon Teodor II was een prominent deelnemer aan de slag op het Merelveld in 1389, waar hij tevens zou sneuvelen. Efimija ligt samen met despoot Andrea II begraven in een kerk nabij de Albanese stad Durrës.